# Asteia concinna
Asteia concinna is een vliegensoort uit de familie van de Asteiidae. De wetenschappelijke naam van de soort is voor het eerst geldig gepubliceerd in 1830 door Meigen.